# Enighedslund
Enighedslund er et boligbyggeri i 5 etager på adressen Vesterbro 1-15 i Ålborg. Bygningen er opført af Kooperative Arkitekter ved arkitekt Ivar Bentsen i 1937, hvor karrébebyggelser med lukkede gårdrum var den mest almindelige form for etageboliger i dansk arkitektur. Enighedslund brød med traditionerne, fordi arkitekterne skabte en bygning, der ikke flugter med gadelinjen og uden et egentligt gårdrum. 
Bygningen er opført i gul tegl. Et karakteristisk træk ved facaden er at altaner sammen med glaskarnapper danner et let og "hullet" mønster. Denne altantype, som er integreret i bygningens facade og ikke hænger uden på bygningens facade, kaldes altan-karnap princippet, og var en altantype som Kooperative Arkitekter blev kendt for.
Enighedslund danner rammen for Ida Francesca, der er hovedpersonen i romanen En kvinde med hat af Inge Eriksen udgivet 5. oktober 2005). En roman om at flytte tilbage til Aalborg og finde sine rødder. Ida Francesca flytter netop ind i Enighedslund.
Enighedslund var ejet af Djøf indtil sommeren 2009, hvorfor ejendommens ejerforhold var i tråd med det kooperative ophav. I 2009 blev ejendommen solgt til den lokale aalborgensiske udlejer Freddy Claesen, ejer af Lykkebo A/S. Ejerskiftet gav sig udslag i et kultursammenstød mellem en sjældent stabil beboergruppe og den nye ejer.
Mod vest er der fra bygningen udsigt over Almen Kirkegård.